# Kræklingar
Kræklingar (del nórdico antiguo: Hombres mejillones) fue un poderoso clan familiar de la Era vikinga durante el periodo de la Mancomunidad Islandesa, siglos IX y X, y tuvieron cierto protagonismo en la colonización islandesa. El nombre procede de la colonización de Kræklingahlíð en Eyjafjarðarsýsla, donde los hermanos Ásgrímur y Ásmundur Öndóttsson fundaron un asentamiento cedido por su tío Helgi. 
Su historia aparece parcialmente en Landnámabók y varias sagas nórdicas, a destacar la saga de Njál y la figura más representativa fue el poderoso e influyente goði, Ásgrímur Elliða-Grímsson. En la saga Ljósvetninga se les menciona como Hlíðarmenn (hombres esbeltos).
Hay indicios que existió una saga propia de la historia del clan, hoy desaparecida, la saga Kræklinga que, supuestamente, Haukr Erlendsson usó para su versión de Landnámabók de Hauksbók.